# Schörfling am Attersee
Schörfling am Attersee là một đô thị thuộc huyện Vöcklabruck thuộc bang Oberösterreich, Áo. Đô thị Schörfling am Attersee có diện tích 23 km², dân số thời điểm năm 2006 là 512 người.